# Cantera
Nel gergo sportivo, cantera è un termine mutuato dalla lingua spagnola (in italiano cava) che indica le scuole giovanili gestite dalle varie squadre. Un termine analogo impiegato in italiano è quello di vivaio.
Secondo altre accezioni, sebbene venga comunemente associato al mondo del calcio, è valido per tutti gli sport di squadra, tra cui il basket e la pallavolo.

## Cantere

### Paesi Baschi

#### Athletic Club
Fin dal 1912 l'Athletic Club di Bilbao ha impostato una politica di cantera. Una dei maggiori beneficiari di tale politica fu la Spagna, in quanto l'Athletic ha rifornito tale nazionale di un numero di giocatori secondo solo a quello dei giocatori forniti dal Real Madrid.
Durante i primi anni venti la zona dei Paesi Baschi fu terreno fertile per la nascita di grandi giocatori: uno dei motivi fu il grande afflusso di immigrati da tutto il resto della Spagna, che contribuì a portare dozzine di giocatori di qualità.
Nel 1920 la Spagna fece il suo esordio internazionale e partecipò ai Giochi della VII Olimpiade. Quattordici dei ventuno componenti la rosa della Spagna erano baschi e molti erano i nomi importanti, quali Pichichi, José María Belauste, Txomin Acedo e Félix Sesúmaga.
Anche durante il resto della sua storia l'Athletic Club ha prodotto giocatori di grande spessore: spiccano i nomi di Zarra, uno dei grandi goleador di sempre del Campionato di calcio spagnolo, José Ángel Iribar, titolare della squadra che vinse l'Europeo di calcio nel 1964, e Andoni Zubizarreta, il giocatore con più presenze in assoluto in Liga. Altri nomi importanti venuti fuori dalla cantera dell'Athletic sono Bata, Agustín Gaínza, José Luis Panizo, Andoni Goikoetxea, Julio Salinas, Julen Guerrero, Rafael Alkorta e Asier Del Horno.

#### Real Sociedad
L'Athletic Club non è stato l'unico club a perseguire una politica di cantera: fino al 1989 un altro importante club basco, la Real Sociedad, ha operato nella stessa maniera. Anche questa squadra contribuì a formare la rosa della nazionale spagnola ai Giochi della VII Olimpiade, insieme con il Real Unión e l'Arenas Club de Getxo. Più tardi, nel 1928, questi tre club, assieme all'Athletic Club, divennero membri fondatori della Liga, dimostrando ulteriormente la forza calcistica della cantera basca. Il motto di tali squadre era Con cantera y afición, no hace falta importación, traducibile in italiano in Con il vivaio e la tifoseria, non c'è bisogno di importazione.
La capacità del settore giovanile basco di produrre grandi giocatori apparve chiara nuovamente nei primi anni ottanta, quando la Real Sociedad e l'Athletic Club vinsero quattro campionati di fila, tra il 1981 e il 1984. Tra i giocatori degni di nota della Real Sociedad spiccano i nomi di Roberto López Ufarte, José Mari Bakero, Luis Arconada e Jesús María Zamora.

### Spagna

#### Barcellona
La cantera catalana più importante è sicuramente quella del Barcellona, che prende il nome di Masia. Tale squadra, nonostante sia famosa per l'ingaggio di forti giocatori stranieri, possiede uno dei vivai più importanti dell'intera Spagna. Normalmente i giovani giocatori catalani vengono ingaggiati nella seconda squadra del club, il Barcelona B, esattamente come fanno anche Athletic Club, Real Sociedad e Real Madrid. A differenza della prima (e della seconda fino al 1989), i giovani giocatori tesserati non sono solamente catalani, ma provenienti da tutta la Spagna e anche dall'estero.
Tra i giocatori spagnoli più importanti formati nella cantera "blaugrana" spiccano i nomi di Francisco José Carrasco, Ramón María Calderé, Guillermo Amor, Albert Ferrer, Josep Guardiola, Sergi, Iván de la Peña, Francesc Arnau, Roger, Gabri, Gerard, Oleguer, Fernando Navarro, Carles Planas, Jordi Alba, Xavi, Cesc Fàbregas, Thiago Alcántara, Mikel Arteta, Sergio Busquets, Pedro, Martín Montoya, Alberto Botía, Marc Bartra, Andreu Fontàs, Sergi Gómez, Marc Muniesa, Héctor Bellerín, Víctor Sánchez, Sergi Roberto, Jordi Gómez, Oriol Romeu, Paco Montañés, Cristian Tello, Isaac Cuenca, Bojan Krkić, Keita Baldé, Oriol Riera, Sergio García, Luis García, Carles Puyol, Gerard Piqué, Oier Olazábal, Jordi Masip, Víctor Valdés, José Manuel Reina, Andrés Iniesta, Óscar Mingueza, Riqui Puig, Ilaix Moriba e Ansu Fati. Tra i giovani stranieri fatti crescere nella cantera del Barcelona spicca il nome di Lionel Messi, ma anche quelli di Jordi Cruijff, Thiago Motta, Giovani dos Santos, Mauro Icardi, Antonio Sanabria, Jonathan dos Santos e Rafinha.
Il 25 novembre 2012, nel corso della partita di campionato Levante-Barcellona, vinta 0-4, tra il 14' e il 75' minuto (intervallo di tempo in cui furono segnate tutte le reti) il tecnico del Barça Tito Vilanova ha schierato una formazione composta interamente da giocatori cresciuti alla Masia, precisamente un 4-3-3 con: Víctor Valdés in porta; Martín Montoya, Gerard Piqué, Carles Puyol e Jordi Alba sulla linea difensiva; Xavi (poi sostituito al 78' da un altro prodotto della cantera, Thiago Alcántara), Sergio Busquets e Cesc Fàbregas a centrocampo; Pedro, Lionel Messi e Andrés Iniesta in attacco.

#### Real Madrid
Probabilmente la cantera del Real Madrid è la più importante di tutta la Spagna. La capacità di fornire ottimi giocatori si intuisce immediatamente pensando, per esempio, alla Coppa dei Campioni 1965/66, vinta dalla squadra di Madrid con una formazione di undici giocatori spagnoli e un allenatore anch'esso spagnolo. Fu la prima volta che una squadra formata da giocatori provenienti dalle proprie giovanili vinse tale titolo.
Come le altre squadre, anche il Real Madrid possiede una squadra riserve in cui recluta i giovani calciatori: il Real Madrid Castilla. Il vivaio blanco ha prodotto giocatori del calibro di Emilio Butragueño, Manuel Sanchís, Martín Vázquez, Míchel, Miguel Pardeza, Raúl, Guti, Iker Casillas, Pablo Sarabia, Marcos Alonso, Sergio Reguilón, Nacho, Marcos Llorente, Daniel Carvajal, Álvaro Morata, Lucas Vázquez e Luca Zidane.

## Controversie

### Acquisti di giocatori dellacantera
Il maggiore problema delle squadre che hanno una cantera molto florida è che i giocatori prodotti sono spesso oggetto dei desideri di altri clubs. Inizialmente in Spagna la cantera basca era oggetto di tesseramenti da parte di Barcelona, Real Madrid ed Atlético Madrid.
Il Barcelona era solito cercare giocatori nei vivai delle squadre basche fin dagli anni venti, periodo in cui, ad esempio, acquistò Félix Sesúmaga dall'Arenas Club de Getxo. Altri acquisti importanti si susseguirono negli anni, ad esempio Jesús Garay, Jesús María Pereda, José Ramón Alexanko, Javier Urruticoechea e, in tempi più recenti, Santiago Ezquerro. L'esempio più eclatante, però, è quello del famoso Dream Team, ovvero il Barça degli anni ottanta, il cui "scheletro" era composto dai più forti giocatori baschi dell'epoca, ovvero José Mari Bakero, Txiki Begiristain, Andoni Zubizarreta, Julio Salinas e Jon Andoni Goikoetxea.
Il vittorioso Atlético Madrid degli anni sessanta era costruito su tre giocatori cresciuti nella cantera basca, cioè Miguel Jones, cresciuto nell'Indautxu, José Eulogio Gárate, cresciuto nell'Eibar e Javier Irureta, cresciuto nel Real Unión.
Anche il Real Madrid ha avuto nella sua storia diversi giocatori provenienti dalla cantera basca, ad esempio Rafael Alkorta, Mikel Lasa, Aitor Karanka e Iván Campo.
L'Athletic Bilbao stesso è stato più volte protagonista di acquisti di giocatori dei vivai di altre squadre. La politica di tesseramento di soli giocatori baschi ha fatto in modo che l'Athletic acquisti sempre più spesso giocatori provenienti da altre canteras basche. Il caso più clamoroso è stato l'acquisto, nel 1995, di Joseba Etxeberria dalla cantera della Real Sociedad, a causa del quale le due società sono entrate in cattivi rapporti.

### Canteracontro importazione
Durante gli anni novanta la ricerca di giocatori assume una nuova dimensione. Su tutti, il Barcellona ed il Real Madrid hanno prodotto numerosi giocatori di qualità, tuttavia impossibilitati a far parte della prima squadra a causa dei numerosi acquisti di queste società. Ne hanno fatto le spese, quindi, i giocatori provenienti dal vivaio, costretti ad essere venduti ad altre società.
Inizialmente i giocatori prodotti dalla cantera venivano venduti solo a società spagnole, ma recentemente questo mercato ha raggiunto un livello internazionale e molti giovani promettenti sono stati venduti a squadre del campionato inglese. Ne sono un esempio Cesc Fàbregas dal Barcellona B all'Arsenal e Gerard Piqué dal Barcellona B al Manchester Utd. Altri importanti giocatori si sono mossi dalla Spagna all'Inghilterra, come ad esempio Luis García, Pepe Reina e Xabi Alonso, voluti da Rafael Benítez (anche lui un prodotto della cantera del Real Madrid) al Liverpool. Un ultimo esempio è Mikel Arteta, nativo dei paesi baschi è cresciuto nella cantera del Barcellona prima di andare a giocare in diversi club europei, quindi diventare allenatore in Inghilterra.